# Espada Imperial

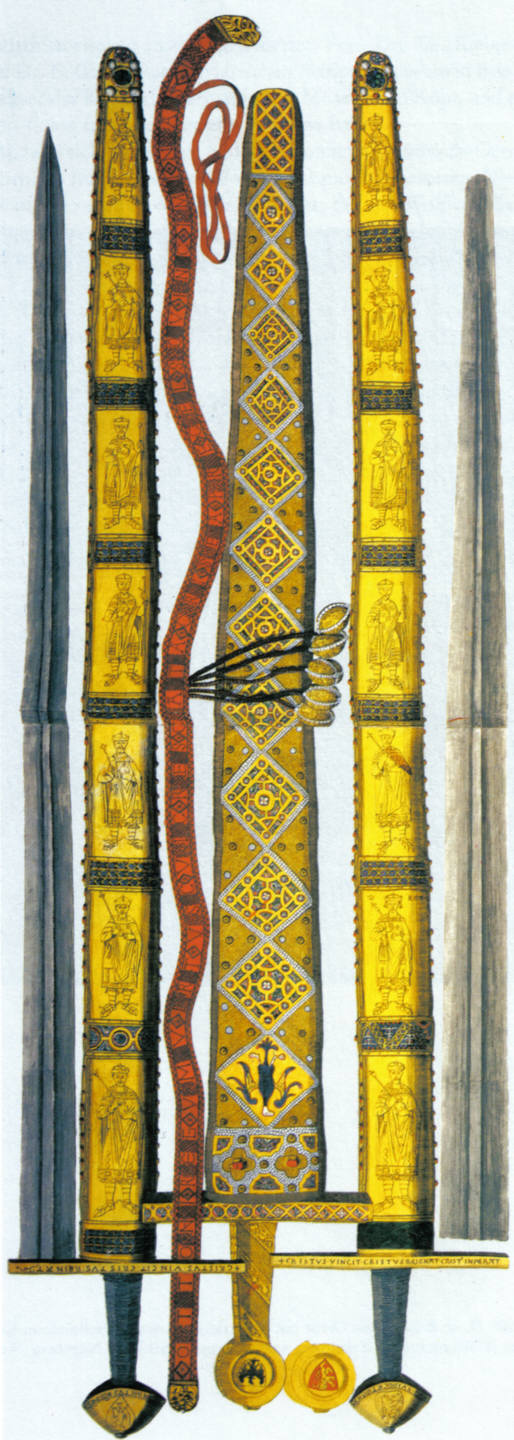
La Espada Imperial vista por ambos lados. En medio, la Espada Ceremonial. Grabado en cobre coloreado de Johann Adam Delsenbach, año 1751.

El nombre de Espada Imperial (en alemán Reichsschwert) se usa normalmente en el mundo germanófono para referirse a una espada perteneciente a las llamadas "joyas imperiales" (en alemán Reichskleinodien), tesoro de los reyes y emperadores del Sacro Imperio Romano Germánico.
En un sentido más amplio, con el término "espada imperial" se denomina una espada particular que constituye un símbolo estatal de una monarquía y representa el poder, la fuerza y la capacidad de autodefensa de un país. Con esta acepción existen o han existido numerosos ejemplos en Inglaterra, Escocia, Prusia, Dinamarca (espada de Cristián III), Noruega, Hungría, Francia (Joyeuse), los Países Bajos o Japón (Kusanagi, "草薙剣"). Este artículo se centra en la descripción de la Espada Imperial del Sacro Imperio Romano Germánico, lo que incluye su historia, sus características y su significado. 
La Espada Imperial del Sacro Imperio se conoce también con el nombre de Espada de San Mauricio, pues se dice que perteneció originalmente a Mauricio el Tebano, santo cristiano de existencia cuestionable a quien se le atribuye haber comandado en el siglo III una legión formada por cristianos procedentes de Egipto, que posteriormente, siempre según la leyenda, sufrieron martirio cerca del cantón suizo de Valais. Durante las ceremonias de coronación del Sacro Imperio, los káiseres recibían la espada de manos del Papa de Roma como símbolo de que su poder les era dado desde lo alto. Cuando el imperio se desligó de la Iglesia católica, la espada se presentaba a los emperadores con la punta hacia arriba, haciendo hincapié en el poder terrenal. En la actualidad se encuentra en el Palacio Imperial de Hofburg en Viena, Austria, clasificada con el código de inventario  SchK XIII 17 (donde "SchK" es el acrónimo de la palabra alemana Schatzkammer, cámara del tesoro).

## Características

### Hoja, cruz, empuñadura y pomo

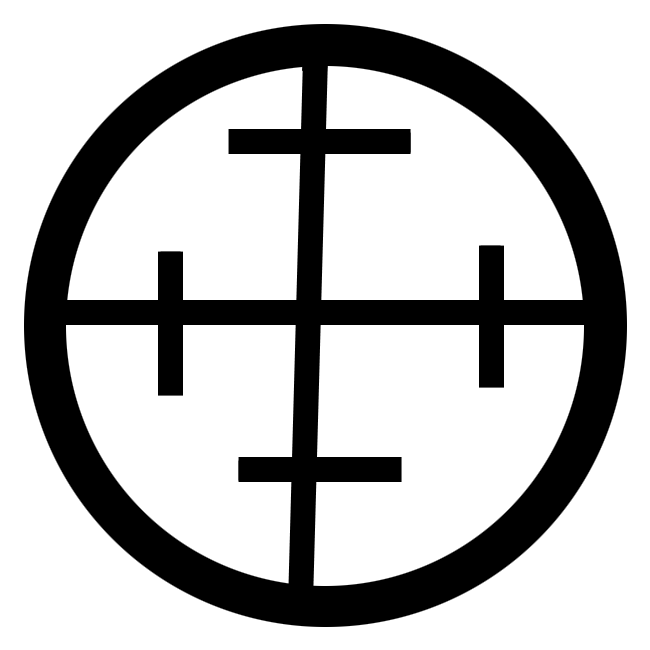
Marca del maestro armero.

La espada tiene una longitud total de 110 cm. La hoja es de acero y mide 95,3 cm. Ha sido afilada en numerosas ocasiones y tiene incrustada en ambos lados la marca del herrero, que consiste en una cruz potenzada inscrita en una circunferencia (izquierda). La cruz y el pomo están levemente corlados, mientras que la empuñadura está envuelta con trozos de hilo de plata. Lo más probable es que el filamento de plata fuese añadido posteriormente (siglo XVI o XVII), si bien no es del todo descartable que sea tan antiguo como la propia espada.
La espada estaba hecha para ser llevada en actos ceremoniales con la punta hacia arriba y la guarnición hacia abajo, como puede deducirse por los grabados que hay en la vaina. Solo en esta posición es posible leer una de las inscripciones que hay en ambos lados de la cruz:
CHRISTVS · VINCIT · CHRISTVS · REIGNAT · CHRISTVS · INPERAT

(castellano: "Cristo vence - Cristo reina - Cristo manda")
Del mismo modo, cuando la espada está boca abajo o envainada, es posible leer la inscripción que hay en el otro lado de la cruz. Nótese que en esta inscripción, más corta, las palabras están separadas por puntos dobles (:) y no por puntos simples (·) como en la anterior.
CHRISTVS : VINCIT : CHRISTVS : REINAT.

(castellano: "Cristo vence - Cristo reina")
La primera inscripción debería decir en realidad "Christus vincit - Christus regnat - Christus imperat" (en negrita, la ortografía correcta en latín). El historiador del arte Julius von Schlosser aseguró en 1918 que esta peculiaridad lingüística revela que el origen de la espada podría estar en alguna región de habla romance, particularmente Sicilia. Los investigadores modernos barajan la posibilidad de que fuera inscrita por un hablante de latín medieval, cuya lengua materna era alguna variante del francés. Esto tendría sentido porque en ese caso la ortografía de la frase se ajustaría a la pronunciación de la zona.
La inscripción es el título de un cántico de alabanza que usaba el pueblo en la Edad Media para rendir pleitesía a su señor después de la entronización. Este cántico podría datar del siglo VIII y es probable que se entonara por primera vez en la ceremonia de vasallaje de Semana Santa del año 774, tras la conquista del Imperio Lombardo por Carlomagno. Permaneció vigente hasta 1209, fecha en la cual el papa Inocencio III introdujo modificaciones en la ceremonia.
El pomo fungiforme lleva grabado en uno de los lados el escudo de armas de Otón IV, media águila y tres leones rampantes. Al igual que la inscripción principal de la cruz, el escudo solo se puede ver cuando la punta de la espada mira hacia arriba. Por el otro lado lleva un escudo con el águila imperial que, por el contrario, solo es visible con la espada envainada o apuntando hacia abajo. El reborde del pomo tiene escrito en latín lo siguiente:
BENEDICTVS · DO(minv)S DE(v)S QVI DOCET MANV(s)+
(castellano: "bendito (sea) el Señor Dios, quien enseña (a luchar) a (mis) manos)
El tipo de escritura es similar al de las inscripciones de la cruz, de lo que cabría deducir que ambas fueron creadas en la misma época.

### Vaina
La vaina de la espada mide 101 centímetros de largo y está hecha con madera de olivo. Está adornada con 14 placas de oro sobre las que están grabadas las figuras de otros tantos emperadores. Entre chapa y chapa hay pequeñas láminas esmaltadas. El diseño es al menos 100 años más antiguo que la propia espada y puede considerarse como uno de los trabajos más bellos de su tipo.
Todos los emperadores llevan una corona sobre la cabeza. En una de las efigies aparece grabada junto a la cabeza la inscripción L - REX ("L - rey"). Dicha efigie muestra, como se deduce al cotejar con otras fuentes, al último soberano carolingio Luis IV el Niño, que gobernó entre 900 y 911. Luis IV es el único de los gobernantes que aparecen representados que nunca llegó a ser coronado emperador. Gracias a este dato fue posible identificar fácilmente al resto de las personas que aparecen en la vaina.
Las placas de oro muestran la sucesión histórica desde Carlomagno hasta Enrique III, el emperador salio de la región de Worms. Están representados exclusivamente emperadores y reyes del Sacro Imperio Romano Germánico. Los reyes italianos y de la Franconia Occidental no aparecen en la vaina. No hay mención alguna a la partición del imperio en 876. De los tres hijos de Luis el Germánico solo está representado Carlos III el Gordo, el único de los tres que se convirtió en emperador y bajo cuyo mandato se reunificó el imperio.
Los monarcas que aparecen en la vaina han sido identificados como sigue (entre paréntesis, sus años de reinado):
1. Carlomagno (768-814)
2. Ludovico Pío (814-840)
3. Luis el Germánico (843-876)
4. Carlos III el Gordo (876-887)
5. Arnulfo de Carintia (887-899)
6. Luis IV el Niño (900-911)
7. Conrado I (911-918)
8. Enrique I el Pajarero (919-936)
9. Otón I (936-973)
10. Otón II (973-983)
11. Otón III (983-1002)
12. Enrique II (1002-1024)
13. Conrado II (1024-1039)
14. Enrique III el Negro (1039-1056)

Los relieves representan a los 14 emperadores de frente y en traje de ceremonias. Aparecen de pie, con las piernas abiertas y sujetando con las manos sus símbolos: el cetro y el globo crucígero. La mayoría tienen los brazos ligeramente doblados, por delante del pecho. Cuatro de los gobernantes llevan en lugar del cetro una larga vara que sujetan con la mano izquierda.
Las siguientes imágenes son ejemplos de las representaciones de emperadores que adornan la vaina. Proceden de uno de los detallados grabados de bronce de Delsenbach, hecho en 1751 a partir de la Espada Imperial y otras joyas de la corona:
|  |  |  |  |  |

Estos grabados se hicieron públicos en 1790. Su elevado grado de detalle sirve para dejar constancia del estado que presentaban por aquel entonces tanto la espada como la vaina. Una comparación con las fotos de hoy día muestra que, pese a la minuciosidad de su trabajo, Delsenbach cometió también algunos pequeños fallos. Así, no representa de forma fidedigna los extremos de los cinturones y los zapatos de los gobernantes. Además, en la hoja de la espada falta el emblema de la cruz potenzada.
Los trabajos de Delsenbach proporcionan información muy valiosa sobre el aspecto original de la vaina, pues tres de las placas de oro se encuentran en la actualidad tan dañadas que solo gracias a esos grabados es posible hacerse una idea de lo que representan los relieves.

## Historia

### Creación de la espada
Muy probablemente, Otón I (962-973) y sus sucesores ya poseían una o más espadas valiosas en su tesoro, que posteriormente serían sustituidas por la actual. Por ejemplo, en la cámara del tesoro de la catedral de Essen se encuentra una espada ceremonial ricamente ornamentada (la espada de San Cosme y San Damián), con una vaina tachonada de oro, probable donación del emperador Otón III (983-1002). Esta arma podría considerarse antecesora de la Espada Imperial, pues la iconografía que adorna sus fundas es similar.

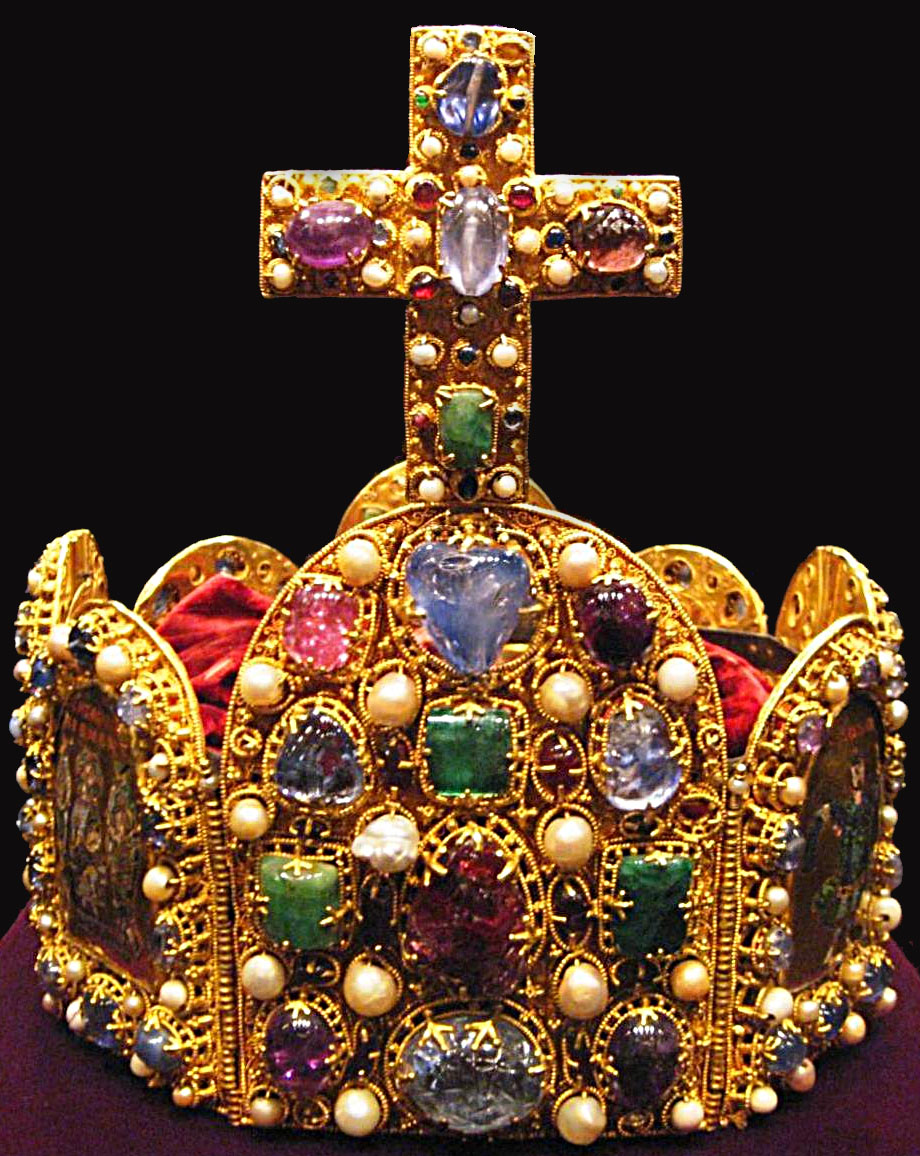
Vista frontal de la Corona Imperial del Sacro Imperio Romano Germánico.

Según investigaciones relacionadas con el tesoro imperial llevadas a cabo por Mechthild Schulze-Dörrlamm (véase la bibliografía) a mediados de los años 90, la espada de San Mauricio data íntegramente del siglo XII. Seguramente fue forjada para el emperador Otón IV y usada en su entronización como emperador el 12 de julio de 1198 en Aquisgrán. La espada serviría como sustituta de otra procedente de tiempos de los francos salios que, al igual que las otras joyas imperiales, se encontraba en posesión del rey rival Felipe de Suabia.
Como en el caso de otras joyas del tesoro —por ejemplo la corona imperial—, se ha especulado mucho sobre su fecha de creación. En 1926 L. Speneder mantuvo la tesis de que se trataba de un arma típica del siglo XI y que tanto ella como la vaina fueron creadas en tiempos de Enrique III, siendo el pomo la única parte añadida con posterioridad (bajo el reinado de Otón IV). Más tarde se impuso entre los historiadores la opinión de que la espada había sido forjada entre 1130 y 1194, probablemente en Sicilia. En los años 1980, Fillitz y Trnek defendieron que el origen de la espada estaría entre 1198 y 1230; tal tesis no era original y ya había sido expuesta con anterioridad por otros especialistas.
La variedad del latín medieval empleada en las inscripciones que hay en la cruz de la espada, pone en tela de juicio la hipótesis de la procedencia francesa. Por otro lado, podría guardar alguna relación con el origen de la espada el hecho de que Otón IV era el segundo hijo de Enrique el León y pasó su juventud en la corte de su tío, el rey de Inglaterra. Cuatro años antes de su entronización fue nombrado conde de Poitou y duque de Aquitania.
La denominación alternativa de "espada de San Mauricio" se usa desde tiempos de Carlos IV de Luxemburgo, quien gustaba de relacionar piezas del tesoro imperial con las figuras de santos señalados. Al mártir Mauricio (siglo XI) ya se le había atribuido la Santa Lanza. En la Edad Media era considerado el arquetipo del caballero cristiano. La devoción popular por este santo era tan grande que fue considerado durante algún tiempo patrón del imperio.

### Fabricación de la vaina
Basándose en los regentes que en ella se representan, la vaina de la Espada Imperial suele atribuírsele bien a Enrique III —último rey cuya efigie se muestra—, bien a su sucesor Enrique IV. Algunas investigaciones llevadas a cabo sobre la vaina sugieren que pudo haber sido fabricada en la segunda mitad del siglo XI. De ser cierto, dataría de tiempos de Enrique IV (1056-1106), hipótesis apoyada por el hecho de que en aquella época (Querella de las Investiduras) dicho monarca tenía necesidad de documentar la legitimidad de sus aspiraciones al trono. De esta manera, todo apuntaría a que la vaina fue encargada para la coronación del Enrique IV en Roma en 1084.
Ciertos detalles propios de trabajos italianos y bizantinos indican que la vaina pudo tener su origen en Italia; por ejemplo, el uso de esmalte bizantino, el enmarcado de las figuras o la ropa de los reyes. La madera de olivo empleada también señala en esta dirección. Además ha de tenerse en cuenta que Enrique IV pasó en Italia justamente los tres años anteriores a la subida al trono.
Lo que sí parece claro es que la vaina no fue diseñada para la actual Espada Imperial, sino que es unos 100 años más antigua, como prueban las diferencias en el uso de los metales preciosos, entre otros detalles. Por qué se reutilizó la vaina para la Espada Imperial, es incierto. Dejando a un lado su extraordinaria belleza, podría contener una revisión de la línea dinástica favorable a los intereses de Otón IV, quien mandó fabricar la espada.

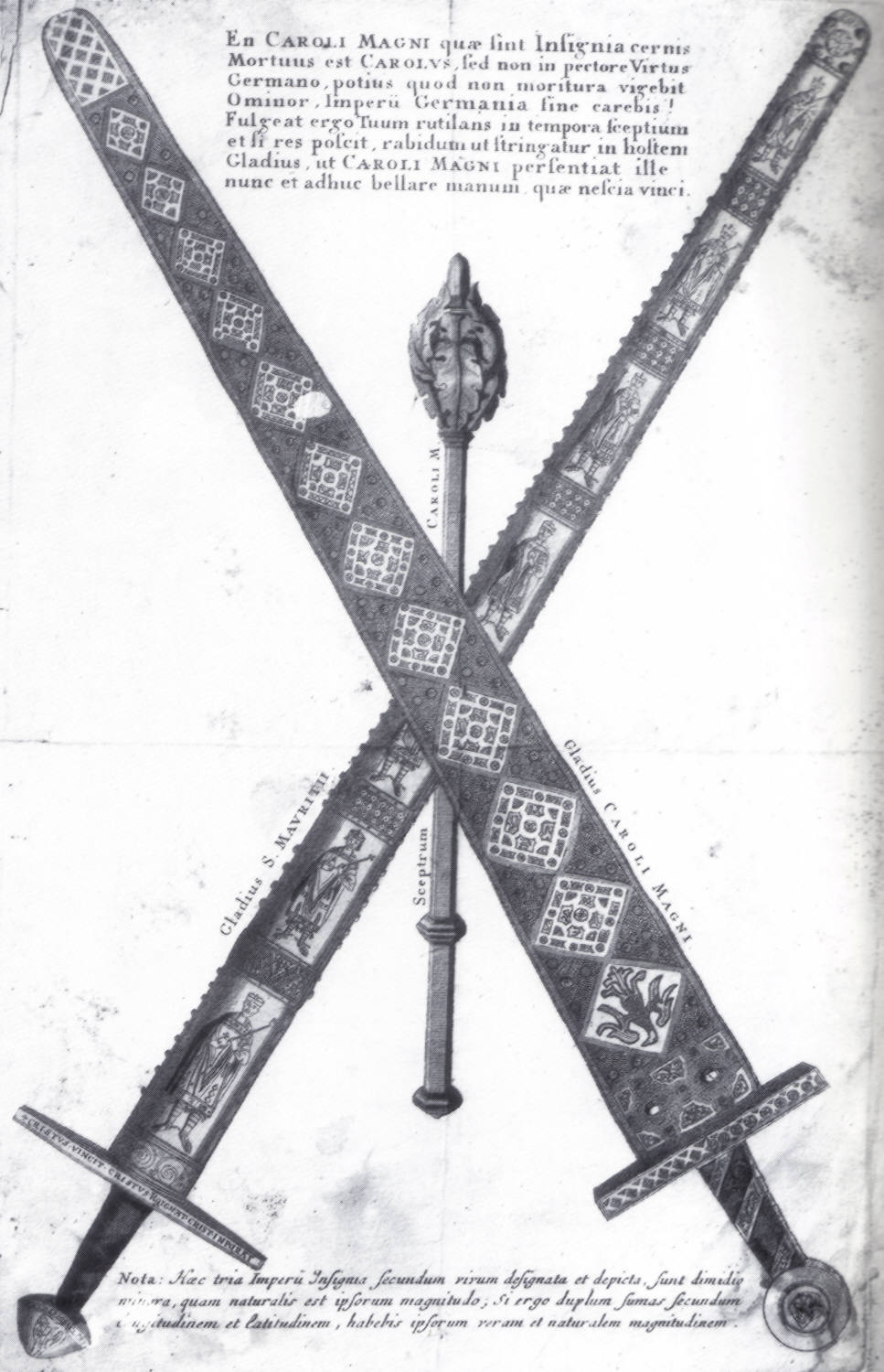
Primera representación fiel de la Espada Imperial (detrás) y de la espada ceremonial (delante).

### Primeras menciones
La primera mención documentada de la espada se encuentra en una lista de inventario del castillo imperial de Trifels del año 1246 que dice lo siguiente:
| zwey swert mit zweyn scheiden, gezieret mit edelem gesteyne | "dos espadas con dos vainas, decoradas con piedras preciosas" |

Estas dos espadas ornamentadas podrían tratarse de la Espada Imperial y la Espada Ceremonial. La primera vez que se cita con el nombre "espada de San Mauricio" es en una carta escrita en 1315 por una cortesana de Isabel de Aragón y de Anjou, esposa de Federico el Hermoso. 
Las representaciones gráficas más antiguas conocidas datan del siglo XV y se trata de dos espadas grabadas en una talla en madera de Hans Spörer que se encuentra entre las joyas imperiales. Sin embargo, estas espadas no guardan ningún tipo de parecido ni con la Espada Imperial ni con la de ceremonias. La primera representación verdaderamente fiel de estas es un grabado en cobre anónimo del siglo XVII en el que aparecen ambas cruzadas.

### Núremberg y Viena
Después de ser añadida al resto de joyas de la corona, el destino de la espada se encuentra inseparablemente unido al de estas. La espada y las joyas fueron guardadas en distintos lugares a lo largo de la Baja Edad Media, como, por ejemplo, el castillo de Karlštejn cerca de Praga, el de Trifels (Renania-Palatinado) o la abadía de Hersfeld.
En el año 1423 la ciudad de Núremberg recibió el encargo del emperador Segismundo de guardar las joyas "para siempre, de forma irrevocable e indiscutible". El motivo de este encargo era que el antiguo refugio de las joyas en Praga se había vuelto inseguro por las guerras husitas.
Sin embargo, al llegar a Alemania las Guerras Revolucionarias Francesas, que tenían el objetivo de restaurar la monarquía tras la caída de esta posterior al triunfo de la Revolución francesa, las joyas imperiales dejaron de estar seguras en Núremberg. Por ello, fueron trasladadas en secreto en 1800 a Viena, antigua capital del imperio.
Exceptuando un periodo comprendido entre 1938 y 1946, la espada y el resto de las joyas han permanecido desde entonces en el palacio de Hofburg vienés, donde se exhiben al público.

### Tras el final del Sacro Imperio Romano Germánico
A diferencia del resto de las joyas imperiales, la espada siguió usándose ocasionalmente con fines de representación tras el fin del Sacro Imperio (1806). Entre otros actos oficiales, cabe citar la coronación de Fernando I en Milán (1838), la ceremonia de homenaje del Tirol ese mismo año y la apertura del Reichsrat (“consejo imperial”, parlamento austriaco entre 1861 y 1918). Fue usada por última vez en la coronación de Carlos I de Austria y IV de Hungría en 1916.
Para animar a Adolf Hitler a devolver las joyas imperiales a Núremberg, el entonces alcalde de la localidad bávara Willy Liebel le regaló una réplica de la espada con las palabras “La espada del Imperio Alemán para el Führer de todos los alemanes”.

## Significado
La entrega de la espada por el Papa durante la coronación servía para recordar a los emperadores que eran responsables de defender tanto el Imperio como la Iglesia. En sentido figurado, el emperador recibía la espada de las manos de los Apóstoles Pedro y Pablo.
Las imágenes de los gobernantes en la vaina tenían propósitos políticos. Enrique IV se sintió obligado en tiempos de la Querella de las Investiduras, debido al anatema por él declarado y tras luchar con dos reyes rivales, a poner énfasis en la legitimidad de sus ambiciones al trono. Con la sucesión dinástica ininterrumpida desde Carlomagno hasta su antecesor inmediato Enrique III, Enrique IV demostraba ser el único heredero legítimo de la rama carolingia. Por ello, esta espada no representaba solamente el respeto por la tradición, sino que suponía una forma primitiva de propaganda. La vaina de la espada simboliza de algún modo las luchas entre el Imperio y la Iglesia.
Además, las imágenes de los 14 soberanos tienen probablemente simbolismo religioso. El catorce es el doble de 7, número "sagrado"; tres veces catorce es el número de generaciones entre Jesús de Nazaret y Abraham, según Mateo el Evangelista. Esta interpretación de carácter bíblico no es descartable, especialmente porque el número catorce es también el número de "antepasados" que se sentaron en el trono del Sacro Imperio antes que Enrique III.